# Leslie David Baker
Leslie David Baker (Chicago, Illinois, 1958. február 19. –) amerikai színész, szinkronszínész.
Leginkább az Office (2005–2013) című szituációs komédiából, Stanley Hudson szerepében ismert. A többi szereplővel együtt két alkalommal nyert Screen Actors Guild-díjat. Szinkronszínészként hangját kölcsönözte a Kutyapajtik (2017–2022) és a Kíváncsi Doug (2020–2022) című animációs sorozatokban.	 

## Filmográfia

### Film
| Év   | Magyar cím                                    | Eredeti cím                              | Szerep                                          | Magyar hang   |
| ---- | --------------------------------------------- | ---------------------------------------- | ----------------------------------------------- | ------------- |
| 2001 | Megloptuk a maffiát                           | Road to Redemption                       | vontató sofőrje                                 |               |
| 2005 | Elizabethtown                                 | Elizabethtown                            | reptéri biztonsági őr (stáblistán nem szerepel) |               |
| 2014 | Bárcsak itt lennék                            | Wish I Was Here                          | színész a meghallgatáson                        |               |
| 2017 |                                               | Fallen Stars                             | Ron                                             |               |
| 2017 | Alsógatyás kapitány: Az első nagyon nagy film | Captain Underpants: The First Epic Movie | McPiggly rendőr (hangja)                        | Bolla Róbert  |
| 2018 | Haláli bábjáték                               | The Happytime Murders                    | Banning hadnagy                                 | Faragó András |
| 2021 | Az életteli Vivo                              | Vivo                                     | Floridai buszsofőr (hangja)                     | Faragó András |
| 2023 |                                               | Hard Miles                               | Skip Bowman                                     |               |
| 2024 |                                               | The Lost Holliday                        | Dr. Blevins                                     |               |
| 2024 | Jackpot                                       | Jackpot                                  | Earl, Fameland őr                               | Faragó András |

### Televízió
| Év        | Magyar cím               | Eredeti cím                             | Szerep                                    | Megjegyzések                                                 |
| --------- | ------------------------ | --------------------------------------- | ----------------------------------------- | ------------------------------------------------------------ |
| 1998      |                          | Maggie                                  | Frank                                     | 1 epizód                                                     |
| 1999      | Tiszta Hollywood         | Action                                  | őr                                        | - 1 epizód - magyar hangja: - Bolla Róbert                   |
| 2000      | Amynek ítélve            | Judging Amy                             | Vin Arlen nagybácsi                       | 1 epizód                                                     |
| 2000      | Már megint Malcolm       | Malcolm in the Middle                   | rendőr                                    | 1 epizód                                                     |
| 2001      | Azok a 70-es évek show   | That '70s Show                          | karbantartó                               | 1 epizód                                                     |
| 2001–2003 |                          | The Guardian                            | Teddy Desica                              | 3 epizód                                                     |
| 2002      | Divatalnokok             | Just Shoot Me!                          | Man                                       | 1 epizód                                                     |
| 2003      | Már megint Malcolm       | Malcolm in the Middle                   | vásárló                                   | 1 epizód                                                     |
| 2003      | Dokik                    | Scrubs                                  | páciens a műtőben                         | 1 epizód                                                     |
| 2004      |                          | Line of Fire                            | nagydarab férfi                           | 1 epizód                                                     |
| 2005–2013 | Office                   | The Office                              | Stanley Hudson                            | - 108 epizód - magyar hangja: - Várday Zoltán - Bolla Róbert |
| 2006      |                          | The Office: The Accountants             | Stanley Hudson                            | 1 epizód                                                     |
| 2008      |                          | Kevin's Loan                            | Stanley Hudson                            | 1 epizód                                                     |
| 2012      | Az élet és Tim           | The Life & Times of Tim                 | Al Sharpton főiskolai szobatársa (hangja) | 1 epizód                                                     |
| 2013      |                          | Key & Peele                             | Benjamin Button Man                       | 1 epizód                                                     |
| 2014      | Ketten jegyben           | Marry Me                                | Jake's Boss                               | 1 epizód                                                     |
| 2015      |                          | The Exes                                | Wilson rendőrtiszt                        | 1 epizód                                                     |
| 2015      |                          | When Duty Calls                         | Clyde Pierce                              | tévéfilm                                                     |
| 2015      | Austin és Ally           | Austin & Ally                           | Mr. Schxlumbraugh                         | 1 epizód                                                     |
| 2016      |                          | Scorpion                                | Tanniston bíró                            | 2 epizód                                                     |
| 2016      |                          | Still the King                          | Curtis                                    | 9 epizód                                                     |
| 2017      | Családom, darabokban     | Life in Pieces                          | Gavin                                     | 1 epizód                                                     |
| 2017      | Raven otthona            | Raven's Home                            | Wentworth igazgató                        | 2 epizód                                                     |
| 2017      |                          | Ryan Hansen Solves Crimes on Television | Jackson kapitány                          | 1 epizód                                                     |
| 2017–2022 | Kutyapajtik              | Puppy Dog Pals                          | Rufus / Frank (hangja)                    | 81 epizód                                                    |
| 2019      |                          | Fam                                     | Mr. Kersey                                | 1 epizód                                                     |
| 2019      |                          | Living the Dream                        | Marvin Pepper                             | 6 epizód                                                     |
| 2020–2022 | Kíváncsi Doug            | Doug Unplugs                            | Forknick nagybácsi (hangja)               | 20 epizód                                                    |
| 2021      | Tom és Jerry New Yorkban | Tom and Jerry in New York               | Mr. Piper (hangja)                        | 1 epizód                                                     |
| 2022      | Üvöltés                  | Roar                                    | Johnny Spoons                             | 1 epizód                                                     |
| 2023      |                          | Fired On Mars                           | Hubert Danielson (hangja)                 | 5 epizód                                                     |